# EB/Streymur
EB/Streymur is een voetbalclub uit Eiði en Streymnes op het eiland Streymoy op de Faeröer. De vereniging werd op 23 januari 1993 opgericht na een fusie. De thuisbasis is Við Margáir in Streymnes. De eerste thuisbasis met de naam Mølin voldeed niet aan de UEFA-standaardeisen. Blauw-zwart zijn de traditionele kleuren.

## Mannen
Een fusie tussen Eiðis Bóltfélag en ÍF Streymur zorgde in 1993 voor een nieuwe club. EB/Streymur kwam lang uit in de Meistaradeildin, de hoogste competitie op de Faeröer, waar het in 2008 en 2012 de landstitel behaalde. In de periode 2009-2011 werd alle drie de keren de tweede plaats behaald. Sinds 2008 speelde de club elk jaar Europees voetbal, debuterend tegen het Finse MyPa-47. Een jaar later kwam het uit tegen Manchester City, maar het verloor beide wedstrijden met 0-2. De laatste Europese deelname was in 2014.
In 2015 degradeerde de club naar de 1. Deild, maar het keerde in 2016 direct weer terug. Ook in 2019 zou de plaats in de eindrangschikking (negende) directe degradatie betekenen, maar de blauw-zwarten ontliepen degradatie omdat er geen standaardelftal uit de 1. Deild hoog genoeg was geëindigd om aanspraak op promotie te kunnen maken.
Sportpark Við Margáir werd vanaf 2018 grondig onder handen genomen, waarna het voor twee seizoenen verhuisde naar het nieuwe complex Á Hólmanum in het noordelijker gelegen Eiði. In 2020 keerde het weer terug in Streymnes.

### Erelijst
Landskampioen (2x)
2008, 2012
Beker van de Faeröer
winnaar (4x) in: 2007, 2008, 2010, 2011
finalist in: 2009, 2012
Supercup van de Faeröer (3x)
2011, 2012, 2013
1. deild
2000

### Eindklasseringen
| 2 |

| 10 |

| 3 |

| 3 |

| 8 |

| 9 |

| 8 |

| 1 |

| 8 |

| 9 |

| 6 |

| 6 |

| 5 |

| 2 |

| 2 |

| 1 |

| 2 |

| 2 |

| 2 |

| 1 |

| 5 |

| 5 |

| 10 |

| 1 |

| 7 |

| 8 |

| 9 |

| 7 |

| 7 |

| 5 |

| 6 |

| 7 |

| Niveau 1 | Niveau 2 |

Niveau 1 kende in de loop der tijd meerdere namen, meestal vanwege de hoofdsponsor. Zie Meistaradeildin#Competitie.

### In Europa
#Q = #kwalificatieronde, T/U = Thuis/Uit, W = Wedstrijd, PUC = punten UEFA coëfficiënten .
Uitslagen vanuit gezichtspunt EB/Streymur
| Seizoen | Competitie       | Ronde | Land                  | Club                 | Totaalscore | 1e W    | 2e W    | PUC |
| ------- | ---------------- | ----- | --------------------- | -------------------- | ----------- | ------- | ------- | --- |
| 2007/08 | UEFA Cup         | 1Q    | Vlag van Finland      | MyPa-47 Anjalankoski | 1-2         | 0-1 (U) | 1-1 (T) | 0.5 |
| 2008/09 | UEFA Cup         | 1Q    | Vlag van Engeland     | Manchester City      | 0-4         | 0-2 (T) | 0-2 (U) | 0.0 |
| 2009/10 | Champions League | 2Q    | Vlag van Cyprus       | APOEL Nicosia        | 0-5         | 0-2 (T) | 0-3 (U) | 0.0 |
| 2010/11 | Europa League    | 1Q    | Vlag van Zweden       | Kalmar FF            | 0-4         | 0-1 (U) | 0-3 (T) | 0.0 |
| 2011/12 | Europa League    | 2Q    | Vlag van Azerbeidzjan | Qarabağ Ağdam        | 1-1 (u)     | 1-1 (T) | 0-0 (U) | 1.0 |
| 2012/13 | Europa League    | 1Q    | Vlag van Armenië      | Gandzasar Kapan      | 3-3 (u)     | 3-1 (T) | 0-2 (U) | 1.0 |
| 2013/14 | Champions League | 1Q    | Vlag van Andorra      | FC Lusitanos         | 7-3         | 2-2 (U) | 5-1 (T) | 1.5 |
|         |                  | 2Q    | Vlag van Georgië      | Dinamo Tbilisi       | 2-9         | 1-6 (U) | 1-3 (T) | 1.5 |

Totaal aantal punten voor UEFA coëfficiënten: 4.0
Zie ook
- Deelnemers UEFA-toernooien Faeröer
- Ranglijst van alle clubs die in de diverse Europa Cups zijn uitgekomen

## Vrouwen
Het vrouwenelftal van EB/Streymur promoveerde in 2008 vanuit de 2. Deild (voor vrouwen) naar de 1. Deild voor vrouwen. Vanaf 2013 spelen de blauw-zwarten in een combinatieteam met Skála ÍF onder de naam EB/Streymur/Skála. Zelfstandig bereikte de club in 2004 de finale van de Beker van de Faeröer waarin met 0-15 verloren werd van KÍ Klaksvík.
In 2017 won men voor het eerst in de geschiedenis de landstitel; na zeventien seizoenen op rij werd KÍ van de troon gestoten.